# Scolecocampa pilosa
Scolecocampa pilosa là một loài bướm đêm trong họ Erebidae.